# Gabrijel
Gabrijel je moško osebno ime.

## Izvor imena
Ime Gabrijel je svetopisemsko ime in izhaja iz hebrejskega imena Gabriel z nekdanjim pomenom »Bog je moja moč, božji junak«.

## Slovenske izpeljanke imena
- moške oblike imena: Gaber, Gabor, Gabre, Gabri, Gabriel, Gabro, Jelko
- ženske oblike imena: Gabriela, Gabrijela, Jelka, Gabi

## Oblike imena pri drugih narodih
- pri Angležih, Nemcih, Norvežanih, Poljakih in Slovakih: Gabriel
- pri Fincih: Kaapo
- pri Francozih: Gabriel, Djibril
- pri Italijanih: Gabriele
- pri Madžarih: Gabriel, Gábor
- pri Nizozemcih: Gabriël
- pri Rusih: Гавриил (Gavrjil), Габриэль (Gabrjel)

## Pogostost imena
Po podatkih Statističnega urada Republike Slovenije je bilo na dan 31. decembra 2007 v Sloveniji število moških oseb z imenom Gabrijel: 590.

## Osebni praznik
V koledarju je ime Gabrijel zapisano  27. februarja (Gabriel Žalostne matere Božje, menih, † 27. feb. 1862)  ali pa 29. septembra (nadangel Gabriel).

## Priimki nastali iz imena
Iz imena Gabriel so nastali naslednji priimki: Gabriel, Gabrijel, Gabrijelič, Gabor, Gabrič, Gabric, Gabruč, Gabrijan, Gabrian, Gabrc, Gaberc, Gabrenja, Gabron.

## Zanimivost
- Nadangel Gabriel velja za zavetnika radia in vseh sredstev javnega obveščanja.